# Смена передач (телесериал)
«Смена передач» (англ. Shifting Gears) - американский ситком с Тимом Аленом и Кэт Деннингс. Премьера состоялась 8 января 2025 года на американском телеканале ABC.

## В ролях

### Основной состав
- Кэт Деннингс
- Шонн Уильям Скотт
- Тим Аллен
- Дэрил Митчелл
- Барретт Марголис

## Список эпизодов

### Сезон 1 (2025)
| № общий | № в сезоне | Название | Режиссёр | Автор сценария | Дата премьеры | Произв. код | Зрители в США (млн) |
| ------- | ---------- | -------- | -------- | -------------- | ------------- | ----------- | ------------------- |